# Księżpol (gmina)
Księżpol (dawniej Kniaźpol) – gmina wiejska w województwie lubelskim, w powiecie biłgorajskim. W latach 1975–1998 gmina położona była w województwie zamojskim.
Siedziba gminy to Księżpol.
Według danych z 31 grudnia 2006 gminę zamieszkiwały 6784 osoby.

## Historia
Gmina Księżpol została utworzona w ramach carskiej reformy administracyjnej lat 1864–1866 jako jedna z 14 gmin powiatu biłgorajskiego guberni lubelskiej Królestwa Polskiego. W 1912 gmina Księżpol została włączona do guberni chełmskiej. W 1915 roku Austro-Węgry po zajęciu Lubelszczyzny przywróciły poprzedni podział administracyjny. W 1919 roku gmina znalazła się w woj. lubelskim.
Według stanu na 30 września 1921 roku gmina Księżpol obejmowała miejscowości: Bukowiec, Cegielnia, Gliny, Korchów Pierwszy, Korchów Drugi, Króle Nowe, Króle Stare, Księżpol, Kamionka Księżpolska, Kucły, Kulasze, Lipowiec, Marianka, Markowicze, Płusy, Przymiarki, Rakówka, Zanie, Zawadka i Zynie. Gmina liczyła 5138 mieszkańców.
Po zniesieniu gmin w reformie administracyjnej 1954 roku obszar gminy Księżpol objęły gromady: Korchów, Księżpol, Majdan Nowy i Rakówka. 1 lipca 1960 zniesiono gromady Korchów i Rakówka, włączając ich obszar do gromady Księżpol.
Gmina Księżpol została odtworzona w reformie administracyjnej 1973 roku w poprzednich granicach z niewielkimi zmianami: wieś Kamionka Księżpolska została włączona do gminy Biszcza, a wieś Rogale wyłączono do gminy Biłgoraj. W okresie od 2 lipca 1976 do 1 października 1982, gdy gmina Biszcza była zniesiona, do gminy Księżpol należały sołectwa Biszcza Pierwsza, Biszcza Druga, Borki, Budziarze i Wólka Biska.

## Struktura powierzchni
Według danych z roku 2002 gmina Księżpol ma obszar 142,36 km², w tym:
- użytki rolne: 71%,
- użytki leśne: 23%.

Gmina stanowi 8,48% powierzchni powiatu.

## Demografia

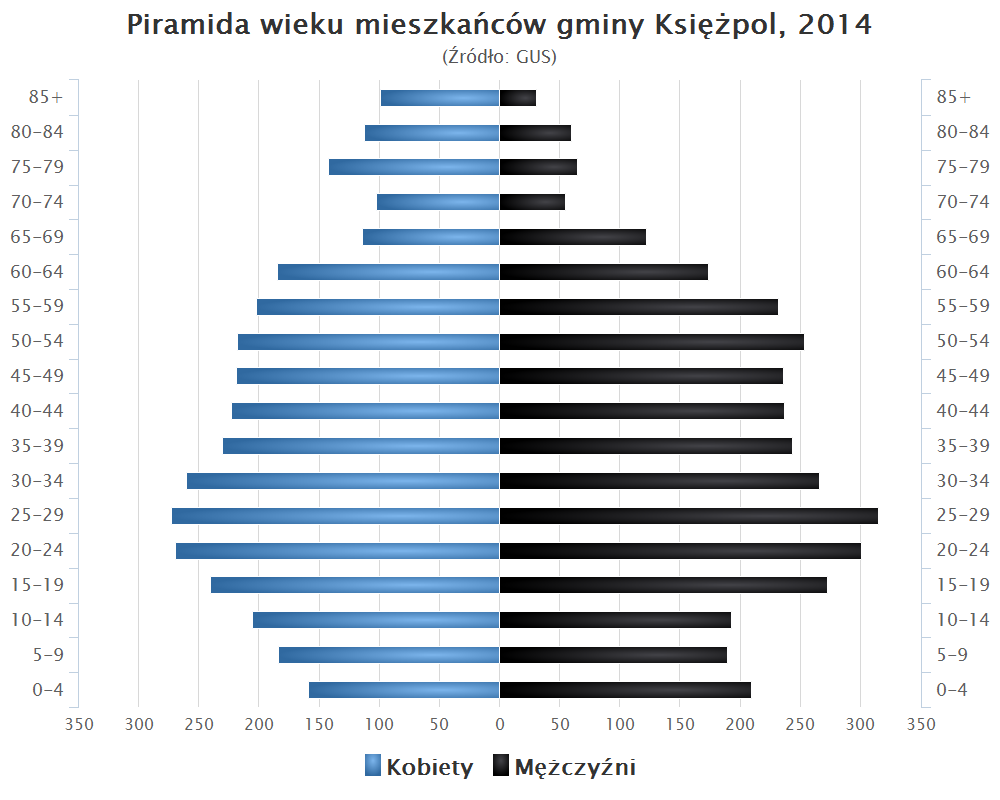
Piramida wieku mieszkańców gminy Księżpol w 2014 roku

Dane z 30 czerwca 2004:
| Opis                              | Ogółem | Ogółem | Kobiety | Kobiety | Mężczyźni | Mężczyźni |
| --------------------------------- | ------ | ------ | ------- | ------- | --------- | --------- |
| Jednostka                         | osób   | %      | osób    | %       | osób      | %         |
| Populacja                         | 6806   | 100    | 3394    | 49,9    | 3412      | 50,1      |
| Gęstość zaludnienia [mieszk./km²] | 47,8   | 47,8   | 23,8    | 23,8    | 24        | 24        |

## Sołectwa
Borki, Budzyń, Korchów Drugi, Korchów Pierwszy, Księżpol, Markowicze, Nowy Lipowiec, Majdan Nowy, Majdan Stary, Przymiarki, Płusy, Rakówka, Rogale, Stary Lipowiec, Zanie, Zawadka, Zynie.
Miejscowości podstawowe bez statusu sołectwa
Cegielnia-Markowicze, Gliny, Kamionka, Pawlichy, Kucły, Kulasze, Marianka i Stare Króle.

## Sąsiednie gminy
Aleksandrów, Biłgoraj, Biszcza, Łukowa, Tarnogród

## Próby secesji
25 września 2011 – złożenie wniosku z inicjatywy mieszkańców o podział Gminy Księżpol poprzez wyodrębnienie nowej gminy Majdan Stary z siedzibą w miejscowości Majdan Stary (Majdan Stary, Majdan Nowy, Stary Lipowiec, Nowy Lipowiec, Rogale, Kulasze, część sołectw Zanie i Markowicze).
13 stycznia 2013 – referendum lokalne, nieważne ze względu na nie osiągnięcie wymaganego 30% progu frekwencji, która wyniosła 28,73% (88,8% głosowało za podziałem).